# Joachim van Plettenberg
Le baron Joachim Ammena van Plettenberg, né le 8 mars 1739 à Leeuwarden et décédé le 18 août 1793 à Zwolle, est le gouverneur de la colonie néerlandaise du Cap du 11 août 1771 au 14 février 1785. Plettenberg devient gouverneur en titre après la mort de Ryk Tulbagh, puis est nommé à titre définitif le 18 mai 1774.

## Biographie

### Jeunesse
Plettenberg descend d'une famille aristocratique de Westphalie dans le Saint-Empire romain germanique, la Maison de Plettenberg. Il est le fils d'Henrik Casimir van Plettenberg, colonel de la garnison orange à Leeuwarden et Agatha Petronella van Ammena. Après ses études de droit à l'Université d'Utrecht, il entre au service de la Compagnie néerlandaise des Indes orientales. Il quitte alors le pays en 1764 et devient pendant deux ans membre du Conseil de droit à Batavia. En 1767, il épouse Cornelia Charlotte Feith, la veuve de Louis Taillefer.

### Au Cap
À cette époque, Le Cap est la propriété d'une société commerciale, la Compagnie néerlandaise des Indes orientales (VOC), et non une colonie des Pays-Bas. À 28 ans, en 1767, Plettenberg devient « Independent-Fiscaal », le plus haut fonctionnaire de justice du Cap. Après la mort du gouverneur Ryk Tulbagh, Plettenberg prend le contrôle de l'administration ; le 11 août 1771, il devient gouverneur.
Le 1er juin 1773, Plettenberg préside un peloton de 30 soldats chargés de récupérer des biens et de l'argent sur le De Jonge Thomas qui a fait naufrage lors d'une tempête dans la Baie de la Table. En 1781, pendant la Quatrième guerre anglo-néerlandaise, Van Plettenberg envoie cinq navires à Saldanha Bay et attend une escorte française. Lors de la bataille navale de Saldanha Bay, quatre navires sont pris en otage et détruits par le capitaine lui-même.
Le mouvement patriotique (« Patriotte beweging »), influencé par les Français, s'oppose fortement à lui. Les pétitions des colons en 1779 et 1782 aux Seigneurs Dix-sept de la Compagnie néerlandaise des Indes orientales et au « Staten-Generaal » des Pays-Bas en 1784 montrent les problèmes entre le gouverneur et les colons. Les libres bourgeois souhaitaient une plus grande représentation dans les tribunaux et les conseils politiques, la codification des lois et certains avantages économiques, tels que le libre-échange (qui étaient entravés par les activités commerciales des fonctionnaires de la Compagnie et diverses restrictions imposées aux agriculteurs).

### Retour aux Pays-Bas
En 1781, Plettenberg se défend dans un procès verbal. En 1785, il demande à être libéré de ses fonctions et est renvoyé « avec tous les honneurs ». Il démissionne le 14 février 1785 et retourne aux Pays-Bas, où il meurt le 18 août 1793, dans sa Huis Windesheim, près de Zwolle. Son successeur au poste de gouverneur du Cap est le lieutenant-colonel Cornelis Jacob van de Graaff. 

## Explorations
Plettenberg s'est beaucoup intéressé à la découverte de régions inconnues et soutient l'exploration de l'Afrique australe. Les voyages de August Frederik Beutler, Carl Joseph Kindermann, Carl Peter Thunberg, Anders Sparrman, Francis Masson, William Paterson, Jan Splinter Stavornius, Robert Jacob Gordon ou encore François Levaillant ont eu lieu pendant son mandat de gouverneur.
Il effectue plusieurs tournées pour déterminer les frontières de la colonie du Cap et visite 47 avant-postes. Il a notamment érigé une colonne pour la Compagnie néerlandaise des Indes orientales (VOC) le 6 novembre 1778, la balise dite de Van Plettenberg. Depuis lors, l'endroit où elle a été érigée s'appelle Plettenberg Bay. La région de Plettenberg Bay était riche en forêts naturelles. Plettenberg s'inquiétait de ces forêts et a suggéré qu'un poste de contrôle soit érigé pour empêcher la surexploitation du bois. La Compagnie néerlandaise des Indes orientales a créé un poste de bûcheron en 1778.

## Hommages
- La baie de Plettenberg a été nommée d'après lui en 1779.